# Gustavo Pareja
Gustavo Pareja Cisneros (Otavalo, 10 de enero de 1947) es un político ecuatoriano.

## Biografía
Nació el 10 de enero de 1947 en Otavalo, provincia de Imbabura. Realizó sus estudios superiores en la Universidad Central del Ecuador, donde cursó la carrera de sociología y ciencias políticas. También obtuvo un posgrado en planificación regional.
Fue elegido consejero provincial de Imbabura en las elecciones seccionales de 1994 por el partido Izquierda Democrática. En 1996 fue nombrado vicepresidente del consejo provincial.
En 1997 asumió la prefectura de Imbabura luego de la renuncia del prefecto Luis Mejía Montesdeoca. La administración de Pareja estuvo centrada en la construcción de planes de riego y de obras de carácter deportivo, aunque también recibió críticas por la mala relación que tenía con varios alcaldes de la provincia.
En las elecciones seccionales de 2000 fue reelegido prefecto de Imbabura bajo el auspicio del movimiento Pachakutik en alianza con la Izquierda Democrática. Sin embargo, a finales de 2003 fue expulsado por la directiva local del movimiento por supuestamente haber mantenido "una posición oportunista y clientelar" durante su tiempo en el cargo.
En 2004 volvió a ganar la prefectura de Imbabura, aunque en esta ocasión por el Partido Renovador Institucional Acción Nacional del empresario Álvaro Noboa.
Para las elecciones seccionales de 2009 intentó alcanzar la alcaldía de Otavalo por el movimiento Poder Ciudadano, pero perdió por un minúsculo margen de diferencia contra el entonces alcalde, Mario Conejo. No obstante, en 2014 volvió a lanzarse como candidato a la alcaldía de Otavalo y resultó elegido con más de 10 puntos porcentuales de ventaja.